# Suzuki Jun (cầu thủ bóng đá, sinh 1987)
Jun Suzuki (sinh ngày 12 tháng 9 năm 1987) là một cầu thủ bóng đá người Nhật Bản.

## Sự nghiệp câu lạc bộ
Jun Suzuki đã từng chơi cho SC Sagamihara và Azul Claro Numazu.